# Лауреаты премии Ленинского комсомола в области литературы, искусства, журналистики и архитектуры

## 1966
1. Островский, Николай Алексеевич (посмертно), автор бессмертных книг «Как закалялась сталь» (1932—1934) и «Рождённые бурей» (1936) — произведений, которые стали боевым оружием комсомола в воспитании миллионов молодых советских патриотов, достойной смены старшим поколениям коммунистов
2. Думбадзе, Нодар Владимирович — за повести «Я вижу солнце» (1962) и «Я, бабушка, Илико и Илларион» (1960)
3. Жалакявичюс, Витаутас Прано, автор сценария и режиссёр, — за художественный фильм «Никто не хотел умирать» (1965) производства Литовской киностудии
4. Пахмутова, Александра Николаевна, композитор, — за цикл песен о молодёжи и комсомоле
5. Чивилихин, Владимир Алексеевич — за повести «Серебряные рельсы», «Про Клаву Иванову» (1964) и «Ёлки-моталки» (1965)
6. Киевский ТЮЗ имени Ленинского комсомола — за спектакль «Молодая гвардия» по А. А. Фадееву

## 1967
1. Баталов, Алексей Владимирович — за создание образов советского молодого человека в кинофильмах «Дорогой мой человек» (1958), «Летят журавли» (1957), «Девять дней одного года» (1961) и др.
2. Гнатюк, Дмитрий Михайлович, солист КУАТОБ имени Т. Г. Шевченко, — за концертно-исполнительскую деятельность и активную пропаганду советской песни
3. Головницкий, Лев Николаевич — за создание скульптуры «Орлёнок» — памятника комсомольцам-героям Октябрьской революции и Гражданской войны на Урале
4. Кроллис Гунар Эдуардович — за создание серии графических работ о советской молодёжи
5. Локтев, Владимир Сергеевич, руководитель АПП МГДП, — за большую работу по эстетическому воспитанию подрастающего поколения
6. Сулейменов, Олжас Омарович — за книгу стихов «Доброе время восхода»
7. Теодоракис, Микис , композитор, — за песни мужества и свободы, зовущие молодёжь на борьбу против угнетения, фашизма, за мир и лучшее будущее
8. Третьяков, Виктор Викторович, скрипач, студент МГК имени П. И. Чайковского, — за концертно-исполнительскую деятельность и высокое мастерство, проявленное на международных конкурсах
9. Филипп-Жерар, Мишель[фр.] , композитор, Дрежак, Жан , поэт, — за создание песни «Октябрь», посвящённой 50-летию Великой Октябрьской социалистической революции, а также цикла песен о борьбе французских трудящихся за свободу и мир
10. Брестский ОДТ имени Ленинского комсомола Белоруссии — за спектакль «Брестская крепость»
11. Узбекский ГАНТ «Бахор» — за концертно-исполнительскую деятельность и пропаганду советского искусства

## 1968
1. Маяковский, Владимир Владимирович (посмертно)— за стихотворения и поэмы о В. И. Ленине, партии, революции, комсомоле, которые стали боевым оружием Ленинского комсомола в коммунистическом воспитании подрастающего поколения
2. Билаш, Александр Иванович, украинский композитор, — за цикл популярных песен и активную пропаганду советской музыки среди молодёжи
3. Васильев, Владимир Викторович — за высокое исполнительское мастерство и создание образа народного героя в балетных спектаклях ГАБТ
4. Кеосаян, Эдмонд Гарегинович, кинорежиссёр, — за глубокое воплощение темы патриотизма и преемственности революционных традиций в фильмах для детей и юношества «Неуловимые мстители» (1966) и «Новые приключения неуловимых» (1968) производства киностудии «Мосфильм»
5. Мазитов, Амир Нуриахметович — за создание цикла картин о молодёжи, отображающих героизм, мужество, оптимизм нашего молодого современника
6. Смеляков, Ярослав Васильевич — за комсомольскую поэму «Молодые люди» и стихи, воспевающие любовь советской молодёжи к Родине, партии, народу
7. Фирсов, Владимир Иванович — за стихи о партии, комсомоле и молодёжи и создание образа молодого героя-борца в поэме «Республика бессмертия»
8. Наби Хазри (Бабаев Наби Алекпер оглы) — за возвеличивание человека труда, а также яркое художественное раскрытие темы братства и дружбы народов в поэмах «Сестра солнца» и «Два Хазара»
9. Чернобровцев, Александр Сергеевич — за создание мемориального ансамбля «Герои революции» и монумента Славы в Новосибирске, воспевающих героизм, революционную стойкость советских людей
10. ГАНТ МССР «Жок» — за высокое исполнительское мастерство и большой вклад в пропаганду народного танцевального искусства
11. Горчаков, Овидий Александрович и Пшимановский, Януш , авторы сценария; Колосов, Сергей Николаевич, режиссёр; Яковлев, Владимир Тимофеевич, оператор; Касаткина, Людмила Ивановна, исполнительница роли А. А. Морозовой — творческий коллектив 4-серийной телевизионной постановки «Вызываем огонь на себя» (1964) производства киностудии «Мосфильм» — за талантливое раскрытие темы народного героизма и пролетарского единения в борьбе против фашизма
12. ЛенТЮЗ — за создание спектаклей на историко-революционную и героическую темы («Олеко Дундич» А. Г. Ржешевского и М. А. Каца, «После казни прошу…» В. Г. Долгого и другие)

## 1970
1. Фадеев, Александр Александрович (посмертно) — за роман «Молодая гвардия»
2. Абылкасымова, Майрамкан — за сборник стихов «Веру в сердце храню» и поэмы «Отчизна его знает», «Памятник не молчит»
3. Наседкин, Филипп Иванович — за повесть «Великие голодранцы» (1967)
4. Райков, Евгений Тихонович, солист ГАБТ, — за концертно-театральную деятельность 1967—1969 годов
5. Крыса, Олег Васильевич — за концертные программы 1968—1969 годов и высокое исполнительское мастерство
6. Силантьев, Юрий Васильевич, художественный руководитель и главный дирижёр ЭСО ЦТ И ВР, — за активную концертную деятельность и большую работу по пропаганде советской музыки
7. Красноярский ГАТ Сибири — за высокое исполнительское мастерство и активную работу по пропаганде хореографического искусства
8. Сабирова, Малика Абдурахимовна, солистка балета Таджикского ГАТОБ имени С. Айни, — за высокое исполнительское мастерство
9. Герасимов, Сергей Аполлинарьевич, кинорежиссёр, — за создание фильмов о молодёжи, Ленинском комсомоле и большую общественно-педагогическую деятельность
10. Алексин (Гоберман) Анатолий Георгиевич, Воронков Константин Васильевич, писатели; Виноградов, Вадим Петрович, режиссёр, — за кинофильм «Право быть ребёнком» (1969)
11. Чикин, Валентин Васильевич, журналист, — за книгу «Сто зимних дней» (1968)
12. Ермолаев, Борис Михайлович, Кочупалов, Алексей Дмитриевич, Кукулиев, Борис Николаевич, художники Палехского отделения Художественного фонда РСФСР, — за серию работ, посвящённых В. И. Ленину, Родине, комсомолу
13. Усаченко, Антонина Петровна — за создание памятника «Скорбящая псковитянка» в деревне Красуха Псковской области

## 1972
1. Светлов (Шейнкман) Михаил Аркадьевич (посмертно) — за большие заслуги перед Ленинским комсомолом, за создание произведений о героическом труде и боевых подвигах комсомольцев и молодёжи
2. Рождественский, Роберт Иванович — за стихи о молодом современнике — гражданине, патриоте, активном строителе коммунистического общества
3. Лученок, Игорь Михайлович, композитор, — за цикл песен о Родине, партии, комсомоле, активную пропаганду советской музыки среди молодёжи
4. Губенко, Николай Николаевич и Чокморов, Суйменкул — за талантливое художественное воплощение образов советских людей, за создание кинопроизведений, воспитывающих у молодёжи гражданственность, мужество, любовь к Родине
5. Байрамов, Дурды — за создание серии художественных полотен о советской молодёжи
6. Бессмертнова, Наталья Игоревна, Максимова, Екатерина Сергеевна, Сорокина, Нина Ивановна, солистки балета ГАБТ, — за высокое мастерство, большой вклад в развитие советского хореографического искусства
7. АПП ГСВГ — за высокое исполнительское мастерство, большую работу по патриотическому и интернациональному воспитанию молодёжи, пропаганде советского искусства
8. Народный самодеятельный хореографический коллектив ДК учащихся профтехобразования Ленинграда — за высокое исполнительское мастерство, большую работу по эстетическому воспитанию молодёжи
9. Белоконь, Александр Николаевич, руководитель авторского коллектива, Брайнос, Валерий Евгеньевич, Константинов, Алексей Сергеевич, архитекторы, Владимирова, Татьяна Вячеславовна, Лурье, Александр Шнейерович, инженеры; Васнецова, Ирина Ивановна, Васнецов, Андрей Владимирович, Тальберг, Борис Александрович, художники, — за разработку проекта мемориального комплекса — Музея имени А. М. Матросова в городе Великие Луки; Смирнов, Владимир Гаврилович, руководитель авторского коллектива, Головченко, Георгий Геннадьевич, архитекторы; Кошелева, Ольга Сергеевна, инженер, — за разработку проекта комплекса — Музея «Молодой гвардия» в Краснодоне
10. Митта (Рабинович) Александр Наумович

## 1973
- Ансамбль «Вайнах»

## 1974
1. Сорокин, Валентин Васильевич, поэт, — за создание высокохудожественных произведений о самоотверженном труде и героических подвигах комсомольцев и молодёжи
2. Крапивин, Владислав Петрович, — за создание высокохудожественных произведений и большую работу по коммунистическому воспитанию пионеров и школьников
3. Голованов, Ярослав Кириллович, Губарев, Владимир Степанович, журналисты, — за создание цикла очерков и репортажей о советской программе освоения космоса и активную пропаганду достижений науки и техники
4. Скопина, Клара Павловна, журналистка, — за публицистические произведения о комсомоле, глубоко раскрывающие образ молодого современника
5. Васильев, Борис Львович, автор сценария; Ростоцкий, Станислав Иосифович, режиссёр; Шумский, Вячеслав Михайлович, оператор; Мартынов, Андрей Леонидович, исполнитель роли Федота Евграфовича Васкова, — за художественный фильм «А зори здесь тихие…» (1972) производства ЦКДЮФ имени М. Горького
6. Мащенко, Николай Павлович, режиссёр; Итыгилов, Александр Атаевич, оператор; Конкин, Владимир Алексеевич, исполнитель роли Павла Андреевича Корчагина; Степанков, Константин Петрович, исполнитель роли Фёдора Жухрая, Панасенко, Фёдор Лукич, исполнитель роли Антона Никифоровича Токарева, — за телевизионный многосерийный художественный фильм «Как закалялась сталь» (1973) производства Киевской киностудии имени А. П. Довженко
7. Государственная республиканская юношеская библиотека РСФСР имени 50-летия ВЛКСМ — за большую работу по коммунистическому воспитанию молодёжи
8. НАПТ «Сиверко» ДК учащихся профтехобразования Архангельска — за высокое исполнительское мастерство, большую работу по эстетическому воспитанию молодёжи
9. Заслуженный коллектив ЭССР, ДХ «Эллерхейн» ДКПШ Таллина — за высокое исполнительское мастерство, пропаганду советской и народной песни

## 1975
1. Чекмарёв, Сергей Иванович (посмертно), поэт-комсомолец, — за произведения, воспитывающие подрастающее поколение в духе высокой гражданственности и любви к Родине
2. ЭСО ЦТ и ВР — за активную концертную деятельность и большую работу по пропаганде советской музыки
3. АПП МВО — за концертные программы, посвящённые 30-летию Победы, большую работу по патриотическому воспитанию молодёжи
4. Гордеев, Вячеслав Михайлович, Павлова, Надежда Васильевна, Семеняка, Людмила Ивановна, солисты балета ГАБТ; Бердышев, Анатолий Васильевич, солист НГАТОБ, — за высокое исполнительское мастерство
5. Неёлова, Марина Мстиславовна, Шевчук, Ирина Борисовна, Никоненко, Сергей Петрович — за воплощение образов современника в кино
6. Минжилкиев, Булат Абдуллаевич, солист Киргизского ГАТОБ; Кобзон, Иосиф Давыдович, артист Москонцерта; Хиль, Эдуард Анатольевич, артист Ленконцерта, — за концертные программы 1974—1975 годов, активную пропаганду советской комсомольской песни
7. МГМДТ — за постановки оперных спектаклей «Моя мама», «Волшебная музыка», театрализованного концерта «За Родину с песней»
8. Кировский ТЮЗ — за спектакль «Письма к другу», посвящённый Н. А. Островскому
9. Детский самодеятельный коллектив «Цисарткела» Тбилисского ДПШ — за большую работу по эстетическому воспитанию пионеров и школьников
10. Авксентюк, Владимир Петрович, архитектор, Черёмушкин, Герман Вячеславович, художник, Бороданов, Михаил Матвеевич, Ганжа, Борис Иосифович, Мариненков, Иван Семёнович, строители, — за архитектуру железнодорожного вокзала в Тобольске

## 1976
1. Александров, Александр Леонардович, автор сценария; Соловьёв Сергей Александрович, режиссёр; Калашников Леонид Иванович, оператор, — за художественный фильм «Сто дней после детства» (1974) производства киностудии «Мосфильм»
2. Бурляев, Николай Петрович, Чурикова, Инна Михайловна, Теличкина, Валентина Ивановна — за создание образов современников в кино
3. Крайнев, Владимир Всеволодович, пианист, — за концертные программы 1973—1975 годов и большую работу по эстетическому воспитанию молодёжи
4. Крыжевский, Ян Юлианович — за картины «Уфимские горизонты», «Бело-голубой день»; Кубарев, Вячеслав Григорьевич — за серию картин о молодёжи всесоюзных ударных комсомольских строек «Люди БАМа», «Строители КамАЗа», «Нурекская ГЭС»; Орехов, Юрий Юрьевич — за скульптурные композиции «В. И. Ленин», «Слава труду»; Переяславец, Михаил Владимирович — за скульптуры «Молодой строитель», «Победитель», «Мой современник»; Рукавишников, Александр Иулианович — за скульптуры «Строители», «Рабочий», «Микеланджело»
5. Лиханов, Альберт Анатольевич — за книги для детей «Музыка», «Семейные обстоятельства», «Мой генерал»
6. Нурымов, Чары, композитор, — за песни «Баллада о братьях», «Повтори за мной», «Мы — крылатое поколение», «Праздничная песня»; Мирсадык Таджиев, композитор, — за 4-ю симфонию, посвящённую 30-летию Победы
7. Ивановский народный молодёжный театр драмы и поэзии клуба фабрики имени С. И. Балашова — за цикл спектаклей «Память»
8. АПП имени В. С. Локтева МДПШ — за концертные программы 1973—1975 годов и активную работу по эстетическому воспитанию пионеров и школьников
9. Ленинградский концертный оркестр п/у А. С. Бадхена — за концертные программы 1973—1975 годов и большую работу по пропаганде советской музыки
10. Хоровая капелла ТГУ — за концертные программы 1973—1975 годов и большую работу по эстетическому воспитанию молодёжи

## 1977
1. Козько Виктор Афанасьевич, Шугаев, Вячеслав Максимович, Уханов, Иван Сергеевич, писатели; Селезнёв, Юрий Иванович, литературный критик, — за произведения, отображающие идейно-нравственное становление молодого современника
2. Овчинников, Вячеслав Александрович — за песнь-кантату о строителях БАМа и музыку к кинофильму «Они сражались за Родину» (1975); Таривердиев, Микаэл Левонович — за патриотические песни последних лет и вокальный цикл «Мы с тобой, товарищ», посвящённый Ленинскому комсомолу; Тухманов, Давид Фёдорович — за песни «День Победы», «Родина моя», «Мой адрес — Советский Союз», «Как прекрасен этот мир»
3. Симонов, Юрий Иванович, гл. дирижёр, Лазарев, Александр Николаевич, дирижёр ГАБТ, — за большой вклад в развитие советского оперного искусства
4. Виноградов, Олег Михайлович, гл. балетмейстер ЛАТОБ имени С. М. Кирова, — за создание высокохудожественных балетных спектаклей
5. Ковтун, Валерий Петрович, Таякина, Татьяна Алексеевна, солисты балета КУАТОБ имени Т. Г. Шевченко, — за высокое исполнительское мастерство
6. ВИА «Песняры» БГФ — за концертные программы 1975—1976 годов, активную пропаганду патриотической песни среди молодёжи
7. АНТ «Кульюс» ТПИ; АПП «Весенние зори» учащихся ПТУ Воронежской области; АТ «Северные зори» ДК строителей города Череповца Вологодской области; МАПП «Искорка» колхоза «Искра» Котельничского района Кировской области; Московский молодёжный театр-студия на Красной Пресне; Мужской хор МИФИ — за развитие самодеятельного художественного творчества и высокое исполнительское мастерство
8. БДХ ЦТ и ВР; Детский хореографический ансамбль «Ровесники» Благовещенского ДПШ; Оркестр русских народных инструментов средней школы рабочего посёлка Мундыбаш Кемеровской области — за развитие самодеятельного художественного творчества среди детей и юношества и высокое исполнительское мастерство
9. Асанова, Динара Кулдашевна, режиссёр, Проклова, Елена Игоревна, исполнительница роли Марины, — за фильм «Ключ без права передачи» (1976) производства киностудии «Ленфильм»; Янковский, Олег Иванович — за талантливое воплощение образов современников в кино
10. Геворкян, Татевос Герасимович — за скульптурный портрет архитектора М. Форсяна; Курбанов, Сухроб — за картины «Молодость Таджикистана», «Свадьба» и монументальную роспись «Советский Таджикистан»; Намировский, Геннадий Васильевич — за серию рисунков «БАМ»; Умарбеков, Джавлят Юсупович — за картины «Год 30-й», «Большая вода», «Далёкое детство», «Большая тута», «Мой друг»; Чебыкин, Андрей Владимирович — за серию офортов «Солдатские будни»; Шилов, Александр Максович — за серию портретов советских космонавтов
11. Кузяков, Александр Михайлович, руководитель группы, Алиев, Роман Гусейнович, Бабенков, Андрей Валерьевич, Букалов, Анатолий Фёдорович, Васенков, Александр Владимирович, Лизягин, Николай Николаевич, Парамзина, Татьяна Ивановна, Привезенцев, Виталий Алексеевич, артисты номера «Икарийские игры»; Шемшур, Виктор Григорьевич, руководитель группы, Аксёнов, Алексей Кузьмич, Мангилев, Александр Дмитриевич, Шемшур, Лариса Александровна, артисты номера «Акробаты-вольтижёры», — за большие достижения в области циркового искусства
12. Мазурас, Чесловас Альфонсович — за архитектуру общеобразовательной школы в Вильнюсе
13. Западно-Сибирское книжное издательство ГК РСФСР по делам издательств, полиграфии и книжной торговли — за создание 50-томной библиотеки «Молодая проза Сибири»

## 1978
1. Георгиев, Владимир Анатольевич — за книгу «Внешняя политика России на Ближнем Востоке в конце 30-х — начале 40-х годов XIX века», изданную в 1976 году[1].
2. Горбатов, Борис Леонтьевич (посмертно) — за книги о трудовых свершениях комсомольцев и молодёжи первых пятилеток, ставшие боевым оружием Ленинского комсомола в коммунистическом воспитании подрастающего поколения
3. Бочаров, Геннадий Николаевич, публицист, — за книгу «Непобеждённый»; Добронравов, Николай Николаевич — за стихи к циклам комсомольских песен; Потанин, Виктор Фёдорович — за книги «Тихая вода», «Память расскажет», «Последние кони»; Сафиева, Гулрухсор — за поэтические сборники «Песня родника», «Мир сердца», «Фиалка»
4. Акимов, Борис Борисович, Ворошило, Александр Степанович, Мальченко, Владимир Афанасьевич, Калинина, Галина Алексеевна, солисты ГАБТ; Плетнёв, Михаил Васильевич, Слободяник, Александр Александрович, солисты МГАФ; Мынбаев, Тимур Каримович, гл. дирижёр ГСО Казахской ССР, — за высокое исполнительское мастерство; Лещенко, Лев Валерьянович, солист Гостелерадио; Ротару, София Михайловна, солистка Крымской ГФ, — за высокое исполнительское мастерство и активную пропаганду советской песни; Камерный оркестр Литовской ГФ — за высокое профессиональное мастерство и большую работу по эстетическому воспитанию молодёжи
5. МХМС при хоровом обществе; АТ «Юность» учащихся ПТУ Львова; Молодёжный хор ДК городского отдела культуры Еревана; АТ учащихся ПТУ Свердловска; Горьковская хоровая капелла мальчиков — за развитие самодеятельного художественного творчества и высокое исполнительское мастерство
6. Полянский, Анатолий Трофимович, руководитель авторского коллектива, Лифатов, Михаил Алексеевич, Минаев, Юрий Николаевич, Синев, Михаил Фёдорович, архитекторы; Катина, Лия Михайловна, инженер; Дарбинян, Завен Сергеевич, Скрипков, Яков Никифорович, художники; Емельянцев, Александр Александрович, скульптор, — за архитектуру Домов молодёжи в Комсомольске-на-Амуре, Целинограде, Донецке, ВПЛ «Артек» имени В. И. Ленина
7. Романова, Елена Борисовна — за картины последних лет; Терещенко, Василий Иванович — за высокохудожественное оформление общественно-политической литературы
8. Уллас, Николай Николаевич, руководитель коллектива, Болховитин, Михаил Михайлович, архитекторы; Акимов, Алексей Петрович, инженер-архитектор; Клявин, Владимир Иванович, инженер-конструктор; Рукавишников, Иулиан Митрофанович, скульптор; Сороко, Анатолий Дмитриевич, инженер-строитель, — за создание обелиска на месте гибели Ю. А. Гагарина и В. С. Серёгина в Киржачском районе Владимирской области
9. Баранова, Татьяна Васильевна, художник Семёновского ПО «Хохломская роспись»; Гогина, Любовь Сергеевна, художник Жостовской ФДР; Дворников, Михаил Яковлевич, резчик по дереву Богородской ФХР; Клипов, Александр Николаевич, Кочетов, Геннадий Николаевич, Ходов, Валентин Михайлович, художники Палехских ХПМ; Мамровская, Галина Никитична, ст. художник Вологодского КО «Снежинка»; Муратов, Вячеслав Сергеевич, художник Мастерской художественной фабрики «Пролетарское искусство»; Осипов, Геннадий Фёдорович, художник Холмогорской ФХРК имени М. В. Ломоносова; Солонинкин, Николай Михайлович, художник Федоскинской ФМЖ; Трефилова, Алевтина Матвеевна, мастерица Дымковской игрушки Кировских ХПМ; Юсупов, Шарофидин Исомидинович, художник Риштанского керамического завода Ферганской области УзССР, — за высокохудожественные произведения, развивающие лучшие традиции народного искусства
10. Липатов, Виль Владимирович, автор сценария; Шатров, Игорь Владимирович, режиссёр; Зельма, Тимур Георгиевич, оператор; Конардова, Александра Дмитриевна, художник; Леонов, Евгений Павлович, исполнитель роли Александра Матвеевича Прохорова; Костолевский, Игорь Матвеевич, исполнитель роли Евгения Владимировича Столетова, — за телевизионный фильм «И это всё о нём» (1977) производства ЦКДЮФ имени М. Горького
11. Шалахметов, Гадильбек Минажевич, автор сценария; Голдовская, Марина Евсеевна, режиссёр, — за телефильм «Испытание» (1978)
12. Климук, Пётр Ильич, Севастьянов, Виталий Иванович, авторы сценария; Зеликин, Самарий Маркович, режиссёр; Савин, Александр Петрович, оператор, — за документальный фильм «Обычный космос»
13. Токарев, Борис Васильевич, Михалков, Никита Сергеевич, Аринбасарова, Наталья Утевлевна, Богатырёв, Юрий Георгиевич, Гундарева, Наталья Георгиевна, киноактёры, — за создание образов современников и высокое исполнительское мастерство
14. ГЦДТ; Саратовский ТЮЗ имени Ленинского комсомола — за большую работу по коммунистическому воспитанию молодёжи
15. Дагаева, Ирина Михайловна, Карпенко, Леонид Иванович, солисты Москонцерта; Бернадский, Эдуард Николаевич, Бернадская, Нина Александровна, Дианов, Ахмет Билянович, Куклачёв, Юрий Дмитриевич, Игнатов, Сергей Михайлович, артисты Союзгосцирка, — за большие достижения в области оригинального жанра циркового искусства
16. Издательство ЦК ВЛКСМ «Молодая гвардия» — за большую работу по коммунистическому воспитанию молодёжи

## 1979
1. Алексеев Сергей Петрович — за книги для детей «Идёт война народная», «Богатырские фамилии», «Октябрь шагает по стране»; Баева, Антонина Антоновна — за поэму «Твой вечный бой»; Некляев, Владимир Прокофьевич — за поэму «Дороги дорог» и сборник стихов «Изобретатели ветров»; Поволяев, Валерий Дмитриевич — за книгу «Быть самим собой»
2. Валенис, Витаутас-Килерис Килерович, Левина, Алевтина Яковлевна — за литературно-публицистические статьи и очерки для молодёжи
3. Сырокомский, Виталий Александрович — за литературно-публицистические работы и очерки для молодёжи
4. Рид, Дин , певец и композитор, — за песни, посвящённые борьбе за мир, антиимпериалистическую солидарность и дружбу между народами
5. Днишев, Алибек Мусаевич, солист оперы Казахского ГАТОБ имени Абая; Глухова, Татьяна Викторовна, солистка оперы МГАДМТ; Михальченко, Алла Анатольевна, Богатырёв, Александр Юрьевич, солисты балета ГАБТ; Сморгачёва, Людмила Ивановна, Лукин, Сергей Анатольевич, солисты балета КУГАТОБ имени Т. Г. Шевченко, — за высокое исполнительское мастерство
6. Калинин Николай Иванович, гл. дирижёр ММОРНИ; Шаповалов, Игорь Алексеевич, солист балета Пермского АТОБ имени П. И. Чайковского, — за высокое исполнительское мастерство и музыкально-хореографические программы молодёжных праздников
7. ВА «Воронежские девчата» Воронежской ОФ — за высокое исполнительское мастерство и пропаганду русской песни среди молодёжи; АТ «Горда» ГрГСХИ города Тбилиси; агиттеатр «Северянка» ДК имени Ленинского комсомола города Северодвинска; агиттеатр «Россия» МАИ имени С. Орджоникидзе; студенческий театр «Манекен» ЧПИ имени Ленинского комсомола, — за развитие самодеятельного художественного творчества и высокое исполнительское мастерство
8. ДМК «Дзинтариньш» Рижского ДК республиканского совета профсоюзов Латвийской ССР; ДХК «Жиогялис» ДК строительного треста Клайпеды Литовской ССР; АПТ «Сперанца» республиканского ДПШ Кишинёва; духовой оркестр ДПШ имени Г. О. Гукасяна Еревана; ДХС «Пионерия» ДП города Железнодорожный Московской области, — за развитие самодеятельного художественного творчества среди детей
9. Анманис, Янис Гейнцович — за картины «Строители», «Песня на заре», «Строители Ингурской ГЭС»; Вольский, Виктор Адольфович, театральный художник, — за высокохудожественное оформление спктаклей; Горевой, Владимир Эмильевич, Кубасов, Сергей Анатольевич — за создание образа писателя-коммуниста Н. А. Островского в монументальной скульптуре; Козлов, Леонид Васильевич — за авторский альбом «В. И. Ленин. Задачи союзов молодёжи»; Леонов, Алексей Архипович, Соколов Андрей Константинович — за книгу-альбом «Человек и Вселенная»; Муравьёв Александр Михайлович — за графические серии «Даванские тоннельщики (БАМ)» и «Декабристы»; Харлов, Виктор Георгиевич — за картины «Жители деревни Русино», «Туман», «Лиственница»
10. Миндадзе, Александр Анатольевич, автор сценария; Абдрашитов, Вадим Юсупович, режиссёр; Заболоцкий, Анатолий Дмитриевич, оператор, — за художественный фильм «Слово для защиты» (1976) производства киностудии «Мосфильм»
11. Саканян, Елена Саркисовна — за научно-популярные фильмы «Регуляция пола», «Алгоритм урожая», «Мутанты», «Генетика и мы»
12. Свешникова, Ирина Георгиевна, режиссёр; Минаев, Александр Александрович, оператор, — за документальные фильмы «Ангольцы», «1000 дней Республики», «Сговор»
13. Шамшурин, Владимир Георгиевич, режиссёр; Драпеко, Елена Григорьевна, исполнительница роли Ольги Муромцевой, — за художественные фильмы «Безотцовщина» (1976), «У нас была тишина» (1977) производства киностудии «Мосфильм»
14. Чулюкин, Юрий Степанович — за художественные фильмы о молодёжи и на героико-патриотическую тему
15. Цвигун, Семён Кузьмич (Семён Днепров), автор сценария; Гостев, Игорь Аронович, режиссёр; Тихонов, Вячеслав Васильевич, исполнитель роли майора Млынского; Лапиков, Иван Герасимович, исполнитель роли Ерофеича, — за художественные фильмы «Фронт без флангов» (1974), «Фронт за линией фронта» (1977) производства киностудии «Мосфильм»
16. Свердловский ТЮЗ имени Ленинского комсомола — за большую работу по коммунистическому воспитанию молодёжи
17. Ибрагимбеков, Рустам Мамед Ибрагимович — за сценарии кинофильмов «Белое солнце пустыни» (1969), «Повесть о чекисте» (1969) и пьесы «Дом на песке» (1976), «Допрос, или Момент истины» (1978)
18. Денисов, Степан Карпович, Пантелеенко, Валерий Тимофеевич, Пантелеенко, Юрий Тимофеевич, Польди, Ян Николаевич, артисты «Союзгосцирка»; Жеромский, Александр Борисович, артист пантомимы Росконцерта; Кабигужина, Сара Вагаповна, Шукуров, Султангали, артисты Казахконцерта, — за большие достижения в области циркового искусства и оригинального жанра
19. Игнащенко, Анатолий Фёдорович, Суслов, Владимир Николаевич, Гусев, Николай Александрович, архитекторы; Гайдамака, Анатолий Васильевич, художник; Коваленко, Леонид Викторович, Скорупский, Игорь Григорьевич, художники-оформители, — за архитектуру и художественно-монументальное оформление мемориального музея Н. А. Островского в Шепетовке Хмельницкой области УССР
20. Рябичев, Дмитрий Борисович, скульптор; Адылов, Сабир, Ганиев, Валерий Акрамович, Юсупов, Рафаэль Гиззатович, архитекторы, — за монументальный архитектурно-скульптурный комплекс «Мужество» в Ташкенте
21. АПП ЮГВ — за концертные программы 1977—1978 годов и большую работу по эстетическому воспитанию армейской молодёжи
22. Каримов, Камилджан Кадырович, Мастер орнаментальной росписи УзССР, — к 1000-летию Авиценны было произведено национальное оформление музея им. Айбека г.Ташкента

## 1980
1. Амлинский, Владимир Ильич — за книги «Нескучный сад» и «Жизнь Эрнста Шаталова»; Воскресенская, Зоя Ивановна — за книгу «Надежда»; Панкин, Борис Дмитриевич, литературный критик и публицист, — за книгу «Время и слово»; Хайрюзов, Валерий Николаевич — за книги «Непредвиденная посадка» и «Опекун»
2. Солодарь, Цезарь Самойлович, Яковлев Николай Николаевич — за публицистические книги для молодёжи
3. Воронин, Владимир Николаевич, Жуков, Станислав Григорьевич, Матрусов, Николай Данилович, Попцов, Олег Максимович, Ярошенко, Виктор Афанасьевич, члены творческого коллектива ВЭЭ «Живая вода» журнала ЦК ВЛКСМ «Сельская молодёжь», — за цикл публикаций, посвящённых охране окружающей среды, и активную работу по пропаганде экологических знаний среди молодёжи
4. Амирханян, Роберт Бабкенович — за циклы песен (1978—1979); Гаврилин, Валерий Александрович — за вокально-инструментальные сочинения «Земля», «Военные письма» и вокально-симфоническую балладу «Два брата»; Шаинский, Владимир Яковлевич — за песни для детей
5. Бапов, Рамазан Саликович, Кастеева, Зарема Ахметовна, солисты балета Казахского ГАТОБ имени Абая; Китаенко, Дмитрий Георгиевич, гл. дирижёр АСО МГАФ; Попов, Виктор Сергеевич, гл. дирижёр БДХ ЦТ и ВР; Синявская, Тамара Ильинична, солистка ГАБТ, — за высокое исполнительское мастерство
6. Толкунова, Валентина Васильевна, солистка Москонцерта, — за высокое исполнительское мастерство и пропаганду советской песни; Иов, Василий Гаврилович, солист ОНМ «Фольклор» Гостелерадио МССР; АРНИ «Русские узоры» МГОФ — за высокое исполнительское мастерство и пропаганду народной музыки среди молодёжи
7. ССО МГК имени П. И. Чайковского; Ансамбль молодых скрипачей МК ЭССР — за высокое исполнительское мастерство и большую работу по эстетическому воспитанию молодёжи
8. АПТ «Садко» ДК Новгородского завода имени Ленинского комсомола; АПТ «Чен-Чун» колхоза «Политодел» Коммунистического района Ташкентской области УзССР; Оркестр баянистов ДК учащихся ПТУ Ленинграда и Ленинградской области — за развитие самодеятельного художественного творчества среди молодёжи
9. ДАТ «Ровесник» ДК Белорусского РСПС; Детский хор НИИ художественного воспитания АПН СССР; Детская картинная галерея Еревана — за большую работу по эстетическому воспитанию подрастающего поколения
10. Лапшина, Зинаида Ивановна — за политические плакаты последних лет; Леняшин, Владимир Алексеевич, искусствовед, — за публикации о творчестве молодых художников 1970-х годов
11. Печетегина, Татьяна Александровна, художник Уэленской косторезной мастерской Магаданской области; Розанов, Валентин Гельевич, ст. художник ПО «Гжель» Московской области, — за высокохудожественные произведения, развивающие лучшие традиции народного искусства
12. Ямщиков, Савелий Васильевич, Голушкин, Сергей Сергеевич — за реставрацию и популяризацию произведений русских художников XVIII—XIX веков
13. Марков, Георгий Мокеевич, автор книги; Иванов, Анатолий Степанович, автор сценария; Краснопольский-Ледов, Владимир Аркадьевич, Усков, Валерий Иванович, режиссёры; Спиридонов, Вадим Семёнович, исполнитель роли Романа Захаровича Бастрыкова, — за кинодилогию «Отец и сын» (1979); Микеладзе, Вахтанг Евгеньевич, кинорежиссёр, — за фильмы «Впереди коммунисты» и «Комсомол»; Пташук, Михаил Николаевич, режиссёр; Герасимов, Евгений Владимирович, исполнитель роли Ивана Воронецкого; Гостюхин, Владимир Васильевич, исполнитель роли Семёна Лагутникова, — за многосерийный художественный фильм «Время выбрало нас» (1976, 1978) производства киностудии «Беларусьфильм»; Гаврилюк, Иван Ярославович, Ерёменко, Николай Николаевич (младший), Симонова, Евгения Павловна, киноактёры, — за создание образов современников в кино и высокое исполнительское мастерство
14. Липецкий ОДТ; МТЮЗ — за большую работу по коммунистическому воспитанию детей и молодёжи
15. Коллектив создателей комсомольского городка Борис Дзнеладзе — грузинского республиканского центра подготовки и переподготовки комсомольских и пионерских кадров и актива; Баранов, Борис Алексеевич, Глазырин, Владимир Львович, Семейкин, Николай Николаевич, архитекторы; Балдина, Людмила Михайловна, инженер, — за архитектуру ДПШ в Челябинске
16. СКБ и ССО «Арфа» ГИСИ — за проектирование и строительство детских игровых комплексов

## 1981
1. Дементьев, Андрей Дмитриевич — за книги стихов последних лет; Дмитриев Николай Фёдорович — за сборники стихов «Я — от мира сего», «О самом-самом»
2. Кузнецов, Феликс Феодосьевич, литературный критик и публицист, — за работы по эстетическому воспитанию юношества; Липатов, Виктор Сергеевич, журналист, — за книгу «Дни твоей дороги» (Повесть о райкоме) и публицистические очерки
3. Карабиц, Иван Фёдорович — за ораторию «Заклинание огня» и 2-ю симфонию; Паулс, Раймонд Вольдемарович — за песенное творчество для молодёжи
4. Бакланс, Юрис Францевич — за цикл пейзажей «Мой город»; Мидвикис, Регимантас Юозович — за работы «Портрет первого секретаря Тельшяйского ревкома и партизана Великой Отечественной войны Домаса Роцюса», «Земля, не покидай нас»; Муллашев, Камиль Валиахмедович — за триптих «Земля и время. Казахстан»; Омбыш-Кузнецов, Михаил Сергеевич — за картины «Сибирские нефтяники», «Свадьба», «Дорога на Уренгой»; Юнтунен, Олег Сулович — за графические серии «Строительство Петрозаводской ТЭЦ» и «На окраине Петрозаводска»; Якутович, Сергей Георгиевич — за иллюстрации к произведениям «Полтава» А. С. Пушкина, «Пётр I» А. Н. Толстого, «Три мушкетёра» А. Дюма
5. Погосян, Грач Григорьевич, Закарян, Мартин Амбарцумович, Тарханян, Артур Артаваздович, Хачикян, Спартак Еремович, архитекторы; Багдасарян, Сергей Михайлович, Геворкян, Герасим Вагаршакович, Цатурян, Игорь Гургенович, конструкторы, — за архитектуру Дома молодёжи в Ереване
6. Чухрай, Павел Григорьевич, Фокин, Владимир Петрович, кинорежиссёры; Галкин, Борис Сергеевич, Купченко, Ирина Петровна, Михайлов, Александр Яковлевич, киноактёры, — за талантливое воплощение образов современников в кино и высокое исполнительское мастерство
7. Севрук, Владимир Николаевич, автор сценария; Кузин, Евгений Васильевич, режиссёр; Пестролобов, Александр Викторович, оператор, — за документальный фильм «Правда Апрельской революции»
8. Михеичев, Виктор Валентинович, Кочергин, Анатолий Васильевич, Репка, Михаил Николаевич, баянисты (Орёл); Рюмина, Людмила Георгиевна, артистка Москонцерта, — за высокое исполнительское мастерство и пропаганду русской народной песни
9. Бегбуди, Вячеслав Михайлович, Денисова, Ольга Николаевна, Золкин, Вячеслав Деадорович, Микитюк, Светлана Франковна, Марчевский, Анатолий Павлович, артисты «Союзгосцирка», — за достижения в области циркового искусства
10. АПП КСФ — за большой вклад в эстетическое и военно-патриотическое воспитание молодёжи
11. АТ «Волжанка» ДКТ ЯМЗ; АТ «Радость» Брестского ГДК; Агиттеатр МЭИ — за развитие самодеятельного художественного творчества
12. Петров Борис Николаевич, Триадский, Владимир Александрович, режиссёры; Михайлов, Николай Михайлович, дирижёр; Тевлин, Борис Григорьевич, хормейстер; Казачок, Рафаил Леонтьевич, художник, — за постановку, музыкальное и художественное оформление молодёжных праздников

## 1982
1. Ляпин, Игорь Иванович — за книгу стихов «Не в чистом поле» и поэму «Линия судьбы»; Проханов, Александр Андреевич — за роман «Дерево в центре Кабула»; Токомбаева, Светлана Георгиевна — за книги «Моей Азии», «Пятое время года»; Шаханов, Мухтар — за книгу «Лики времени»; Эфендиев Эльчин Ильяс оглы (Эльчин) — за сборник рассказов и повестей Смоковница"
2. Мурзин, Александр Павлович, публицист, — за книгу «Сотвори себя сам»
3. Заворотчева, Любовь Георгиевна, журналистка, — за цикл публикаций и радиопередач о нефтяниках Тюмени; Озеров, Михаил Витальевич, публицист, — за книгу «От Гринвича до Экватора» и серию статей по международным проблемам; Черкашин, Николай Андреевич, журналист, — за книги «Соль на погонах», «Судьба в зелёной фуражке» и публицистические произведения о советских воинах
4. Иванов, Олег Борисович — за цикл песен о молодёжи и комсомоле; Махмудов, Мирхалил — за 3-ю симфонию, посвящённую 60-летию образования СССР; Руснак, Константин Васильевич — за цикл песен о молодёжи
5. Анисимов, Валерий Викторович, солист балета ГАБТ; Бережная, Татьяна Геннадьевна, солистка ЛАТОБ имени С. М. Кирова; Мацюте, Регина Владовна, солистка ГФ Литовской ССР; Стефюк, Мария Юрьевна, солистка КУГАТОБ имени Т. Г. Шевченко; Спиваков, Владимир Теодорович, скрипач, — за высокое исполнительское мастерство
6. АТ «Зебо» Гостелерадио Таджикской ССР; ФХА «Хорошки» ГФ БССР; ОПО МК; РНО «Боян» — за большую работу по эстетическому воспитанию молодёжи и высокое исполнительское мастерство
7. АХК «Комсомолия» ДК Ореховского ХБК Московской области; КХ «Гаудеамус» МВТУ имени Н. Э. Баумана; АТ ППИ «Солнечная радуга»; АТ «Сыпрус» ДКМ имени Я. Креукса ГК ЭССР по профессионально-техническому образованию — за развитие самодеятельного художественного творчества среди молодёжи; ХКМ Свердловской ДФ; ДАПТ «Булбулча» Хазараспского РДП Хорезмской области Узбекской ССР — за активную работу по эстетическому воспитанию молодёжи
8. Монастырный, Василий Васильевич — за картины «Агитпозд революции» и «Коммунары. Кубанские плавни»; Овсепян, Сергей Исраелович — за картины «Детский мир» и «На фотовыставке»; Быков, Леонид Иванович, Солдатов, Виталий Георгиевич, Лопатин, Александр Иванович, художники, — за большой вклад в развитие лучших традиций декоративно-прикладного искусства
9. Гелзис, Модрис Мартынович, Рейнфелде, Анна Артуровна, Калинка, Зане Гунаровна, архитекторы; Усиньш, Зигмунд Волдемарович, конструктор, — за создание оригинального архитектурно-пространственного и функционального решения детской городской больницы в Риге; Кутарев, Александр Александрович, Маркин, Валерий Трофимович, Мартыненко, Юрий Павлович, художники-конструкторы, — за дизайнерскую разработку оборудования и приборов
10. Какабаев, Халмамед, режиссёр-постановщик киностудии «Туркменфильм» имени А. Карлиева, — за разработку проблем нравственного воспитания в фильмах детей и юношества; Ростоцкий, Андрей Станиславович, актёр ЦКДЮФ имени М. Горького; Демич, Юрий Александрович, актёр ЛБАДТ имени М. Горького, — за высокое исполнительское мастерство в фильмах и спектаклях последних лет
11. Ципурия, Борис Михайлович, актёр ГрАДТ имени Ш. Руставели, — за высокое исполнительское мастерство и постановку массовых молодёжных праздников; Дурова, Наталья Юрьевна, художественный руководитель, директор Театра зверей имени В. Л. Дурова, — за большую работу по нравственному воспитанию подрастающего поколения; Овчинникова, Светлана Ильинична, театральный критик, — за публицистические статьи, посвящённые творческой молодёжи
12. Стихановский, Владимир Алексеевич, Теплов, Игорь Владимирович, Якубов, Фарид Энварович, артисты «Союзгосцирка», — за большие достижения в области циркового искусства
13. ГРРВ для молодёжи Гостелерадио СССР (радиостанция «Юность») — за большую работу по коммунистическому воспитанию молодёжи
14. Горелов, Евгений Фёдорович, архитектор — за большой вклад в дело проектирования, строительства, декоративно-художественного оформления дворцов молодёжи в Ленинграде и Донецке, молодёжного центра «Олимпиец» и других объектов

## 1983
1. Прилежаева, Мария Павловна — за создание высокохудожественных произведений для детей и юношества
2. Старшинов, Николай Константинович, Шестинский, Олег Николаевич, поэты; Шевченко, Михаил Петрович, прозаик, — за произведения последних лет и многолетнюю плодотворную работу с молодыми писателями
3. Бобков, Сергей Филиппович — за книгу стихов «Судьба»; Пшеничный, Анатолий Григорьевич — за книгу «Открытый урок» и поэму «Зоны доверия»
4. Фурин, Станислав Александрович, Чугунова, Нина Николаевна, журналисты, — за публицистические произведения для детей и молодёжи
5. Мовсесян, Георгий Викторович, Морозов, Александр Сергеевич, композиторы, — за песни о комсомоле и молодёжи
6. Абдрашов, Толепберген, дирижёр ГСО Казахской ССР, — за концертные программы последних лет; Устинова, Елена Васильевна, солистка оперы ЛМАТОБ; Шапин, Евгений Петрович, солист оперы ГАБТ, — за высокое исполнительское мастерство
7. Богатиков, Юрий Иосифович, солист Крымской ГФ, — за высокое исполнительское мастерство и большой вклад в идейно-нравственное воспитание молодёжи; Бичевская, Жанна Владимировна, солистка Росконцерта, — за высокое исполнительское мастерство и популяризацию песенного народного творчества среди молодёжи; Чепурной, Александр Николаевич, солист Москонцерта, — за высокое исполнительское мастерство и пропаганду советской песни среди молодёжи
8. ВА «Русская песня» Москонцерта; Молодёжный ОРНИ МОМА; ОМНМ «Лэутарий» Молдавской ГФ, — за высокое исполнительское мастерство и пропаганду народного искусства среди молодёжи
9. АПП МО ПВО — за большой вклад в эстетическое и военно-патриотическое воспитание молодёжи; АТ «Каназ» ДК КанАЗ; ЭО ДК «Радуга» города Рыбинска Ярославской области — за пропаганду самодеятельного художественного творчества среди молодёжи
10. Ансамбль политической песни «Баллада» Свердловского ГПИ; АПП «Калинка» Липецкого ОУ ПТО; АПП «Трудовые резервы» Хабаровского КУ ПТО — за пропаганду самодеятельного художественного творчества среди молодёжи
11. СО МУ при МГК имени П. И. Чайковского; ДХС «Дубна» ДК «Мир» ОИЯИ; ДО баянистов Горьковского ДКПС имени В. И. Ленина — за большую работу по эстетическому воспитанию детей и юношества
12. Сиренко, Аркадий Васильевич, режиссёр, — за художественные фильмы «Ветераны» (1978) и «Родник» (1981) производства киностудии «Мосфильм»; Камалова Камара Шадмановна, режиссёр, — за художественные фильмы «Горькая ягода» (1975), «Чужое счастье» (1978), «Завтра выйдешь?» (1980) производства киностудии «Узбекфильм» имени К. Я. Ярматова
13. Викторов, Виктор Тимофеевич, скульптор; Пожарский, Евгений Александрович, архитектор, — за комплекс работ по благоустройству и оформлению посёлков на БАМе

## 1984
1. Дударев, Алексей Ануфриевич — за книги последних лет
2. Кангро, Раймо Вольдемарович — за произведения для музыкального театра; Чудова, Татьяна Алексеевна — за трилогию симфоний, посвящённых советской молодёжи
3. Кабалевский, Дмитрий Борисович, композитор, — за выдающиеся заслуги в эстетическом воспитании детей и юношества
4. Стадлер, Сергей Валентинович, скрипач, — за концертные программы (1982—1983)
5. Гвердцители, Тамара Михайловна, солистка Гостелерадио Грузинской ССР; Рымбаева, Роза Куанышевна, солистка Казахского ГКО «Казахконцерт», — за концертные программы (1981—1983)
6. Ивин, Виталий Аркадьевич, артист оперы; Чирков, Игорь Платонович, артист балета, — за исполнение ведущих партий в спектаклях МГДМТ
7. Хореографические ансамбли «Шахтёрский огонёк» ДК шахтёров города Кемерово, «Русский сувенир» МГУ имени М. В. Ломоносова, «Полёт» КИИГА имени 60-летия СССР, — за пропаганду самодеятельного художественного творчества среди молодёжи
8. Полозов, Вячеслав Михайлович, солист БелБАТОБ, — за высокое исполнительское мастерство
9. Псарёв, Виктор Пантелеевич, художник СВХ имени М. Б. Грекова, — за картины «Память. 9 Мая», «Крылатые сыны Отчизны», «Юность. Дороги отцов»; Аксёнов, Игорь Анатольевич, самодеятельный художник, — за серию политических плакатов, посвящённых борьбе за мир
10. Андрейченко, Наталья Эдуардовна — за высокое исполнительское мастерство в фильмах последних лет
11. Арндт, Юрий Владимирович, руководитель проекта, Бочаров, Лев Леонидович, Бычков Виктор Николаевич, инженеры; Дорфман, Анатолий Эммануилович, конструктор; Столбов, Виктор Егорович, бригадир, — за создание молодёжного комплекса «Орлёнок» в Москве

## 1985
1. Смертина, Татьяна Ивановна — за книги стихов «село Сорвижи», «Марья — зажги снега»; Коробов, Владимир Иванович — за книги «Юрий Бондарев» и «Василий Шукшин»; Лыкошин, Сергей Артамонович — за книги «На дорогах истории» и «Сердце у нас одно»
2. Руденко, Инна Павловна — за серию публицистических статей в «Комсомольской правде»; Соловьёв Владимир Александрович — за цикл телепередач «Это вы можете»
3. Сац, Наталья Ильинична, художественный руководитель МГДМТ, — за выдающиеся заслуги в эстетическом воспитании детей и юношества
4. Вокальное трио «Меридиан» Ивановской ОФ, — за пропаганду советской патриотической песни среди молодёжи; Леонтьев, Валерий Яковлевич, солист Ворошиловградской ОФ, — за пропаганду советской эстрадной песни среди молодёжи и высокое исполнительское мастерство
5. ГЧЭА «Эргырон»; Казахский ГФЭО «Отрар сазы»
6. КРНО «Сказ» Москонцерта — за пропаганду народного творчества среди молодёжи
7. АПТ ПТУ Тамбовской области «Ивушка»; АТ «Горыцвит» Львовского ГМИ; САТ «Енисейские зори» СибТИ Красноярска, — за работу по эстетическому воспитанию молодёжи; ДЦК «Весёлая арена» Арсеньева Приморского края, — за развитие детского самодеятельного творчества
8. Лиела, Даце Альфредовна — за картины «Байба», «В субботу», панно «Лето»; Присекин, Сергей Николаевич — за серию портретов современников и картину «Кто к нам с мечом придёт, от меча и погибнет»
9. СО «Поиск» ТПИ имени С. М. Кирова — за работу по героическому воспитанию молодёжи, создание мемориала Славы воинов-сибиряков в Смоленской области

## 1986
1. Алексеев, Сергей Тимофеевич — за роман «Слово»
2. Алексиевич, Светлана Александровна — за книги «У войны не женское лицо» и «Последние свидетели»
3. Насибов, Давуд Меджид оглы (Давуд Насиб) — за книгу стихов «Интервью»
4. Поляков, Юрий Михайлович — за повесть «ЧП районного масштаба»
5. Степанов, Владимир Александрович — за книги последних лет для детей. (Премия за произведения для детей)
6. Алексеев, Николай Геннадьевич, гл. дирижёр Ульяновского ГСО, — за концертные программы 1984—1985 годов; Шахиди, Толиб Зиядуллаевич, композитор, — за произведения последних лет
7. Забиляста, Лидия Леонидовна, солистка КУГАТОБ имени Т. Г. Шевченко; Казарновская, Любовь Юрьевна, солистка ЛАТОБ имени С. М. Кирова, — за исполнение оперных партий и концертные программы 1982—1985 годов
8. Петрова, Татьяна Юрьевна, солистка Москонцерта, — за высокое исполнительское мастерство и пропаганду русской народной песни среди молодёжи
9. Данилин Владимир Николаевич, артист оригинального жанра ПГФ, — за концертные программы 1981—1985 годов
10. Федотова, Любовь Николаевна, Федотов, Борис Владимирович, артисты «Союзгосцирка», — за высокое исполнительское мастерство
11. Шахназаров, Карен Георгиевич, кинорежиссёр, — за развитие жанра музыкальной комедии в фильмах «Мы из джаза» (1983) и «Зимний вечер в Гаграх» (1985) производства киностудии «Мосфильм»
12. Камерный хор ЛГИК имени Н. К. Крупской; Ансамбль скрипачей РССМШ Туркменской ССР; Народный ТЮЗ Калужского ГДК, — за большую работу по эстетическому воспитанию молодёжи
13. Народная студия кинолюбителей «Пионерфильм» РДПШ имени Б. Д. Дзнеладзе Грузинской ССР; НХА «Школьные годы» ДК автомобилистов города Москвы; ХА «Пролисок» Кировоградского ОДПШ имени В. И. Ленина, — за развитие детского самодеятельного творчества
14. Мирошниченко, Николай Иванович, драматург, — за большую работу по идейно-творческому воспитанию молодых театральных критиков
15. Пляцковский, Михаил Спартакович, поэт, — за пионерские песни

## 1987
1. Стовба, Александр Иванович (посмертно) — за книги стихов «Земля рождается в огне» и «За тебя — в атаку !»
2. Андреев, Михаил Васильевич — за книги стихов «Земной срок» и «Подранок»
3. Щукин, Михаил Николаевич — за роман «Имя для сына»
4. Бурчуладзе, Паата Шалвович, солист оперы ГрГАТОБ имени З. П. Палиашвили, — за высокое исполнительское мастерство
5. Шойдагбаева, Галина Бадмажаповна, солистка оперы Бурятского ГАТОБ, — за высокое исполнительское мастерство
6. Александров, Юрий Алексеевич, Васильева, Наталья Евгеньевна, артисты «Союзгосцирка», — за высокое исполнительское мастерство
7. Балашов Андрей Владимирович, Козлов Игорь Александрович — за скульптурный портрет «В. И. Ленин» и серию портретов современников
8. Корнякова, Ирина Николаевна, Гречин, Владимир Евгеньевич, Киселёва, Марина Алексеевна, Клёнова, Ольга Юрьевна, Краминский, Владимир Георгиевич, Минин, Александр Владимирович, Солдатенков, Евгений Сергеевич, реставраторы мастерской реставрации станковой масляной живописи ГРМ, — за большой вклад в сохранение отечественного культурного наследия
9. Чуев, Феликс Иванович, поэт; Крылатов, Евгений Павлович, Мартынов, Евгений Григорьевич, композиторы, — за создание произведений для детей и юношества и большую работу по эстетическому воспитанию молодёжи
10. МВМУ — за большую работу по эстетическому воспитанию молодёжи
11. Башенков, Виктор Иванович, руководитель коллектива, Каракулько, Римард Николаевич, Суворов, Эдуард Срольевич, инженеры; Филенков, Юрий Павлович, Шалов, Лев Александрович, архитекторы; Корчагина, Любовь Дмитриевна, педагог, — за создание архитектурного комплекса базового детского дошкольного учреждения перспективного типа в Саратове

## 1988
1. Кретова, Марина Александровна — за книгу «Делить радость»
2. Кирюшин, Виктор Фёдорович — зв книгу стихов «Стезя»
3. Маркова, Екатерина Борисовна, критик, — за книгу «Вестники»
4. Секретарёв, Александр Фролович (посмертно), фотокорреспондент газеты «Известия», — за серию работ об Афганистане
5. Габрия, Людмила Арташесовна, органистка Абхазской ГФ, — за активную работу по пропаганде классической музыки среди детей и юношества
6. Мусаходжаева, Айман Кожабековна, солистка-инструменталистка Казахской ГФ имени Джамбула, — за высокое исполнительское мастерство
7. Серов Александр Николаевич, певец; Крутой, Игорь Яковлевич, композитор, — за создание эстрадных песен для молодёжи
8. Коронов, Леонид Васильевич — за большую работу по военно-патриотическому воспитанию молодежи
9. Писарев, Вадим Яковлевич, солист балета Донецкого ГАРТОБ, — за высокое исполнительское мастерство
10. Пилипович, Виктор Емельянович, Мягкоступов, Анатолий Леонидович, Попович, Григорий Алексеевич, Шимичёв Владимир Иофович, артисты «Союзгосцирка», — за высокое исполнительское мастерство
11. Сытов, Александр Капитонович — за картины «Юности, Революции посвящается»
12. АПП ТуркВО — за большой вклад в военно-патриотическое воспитание молодёжи и культурно-шефскую работу среди воинов-интернационалистов

## 1989

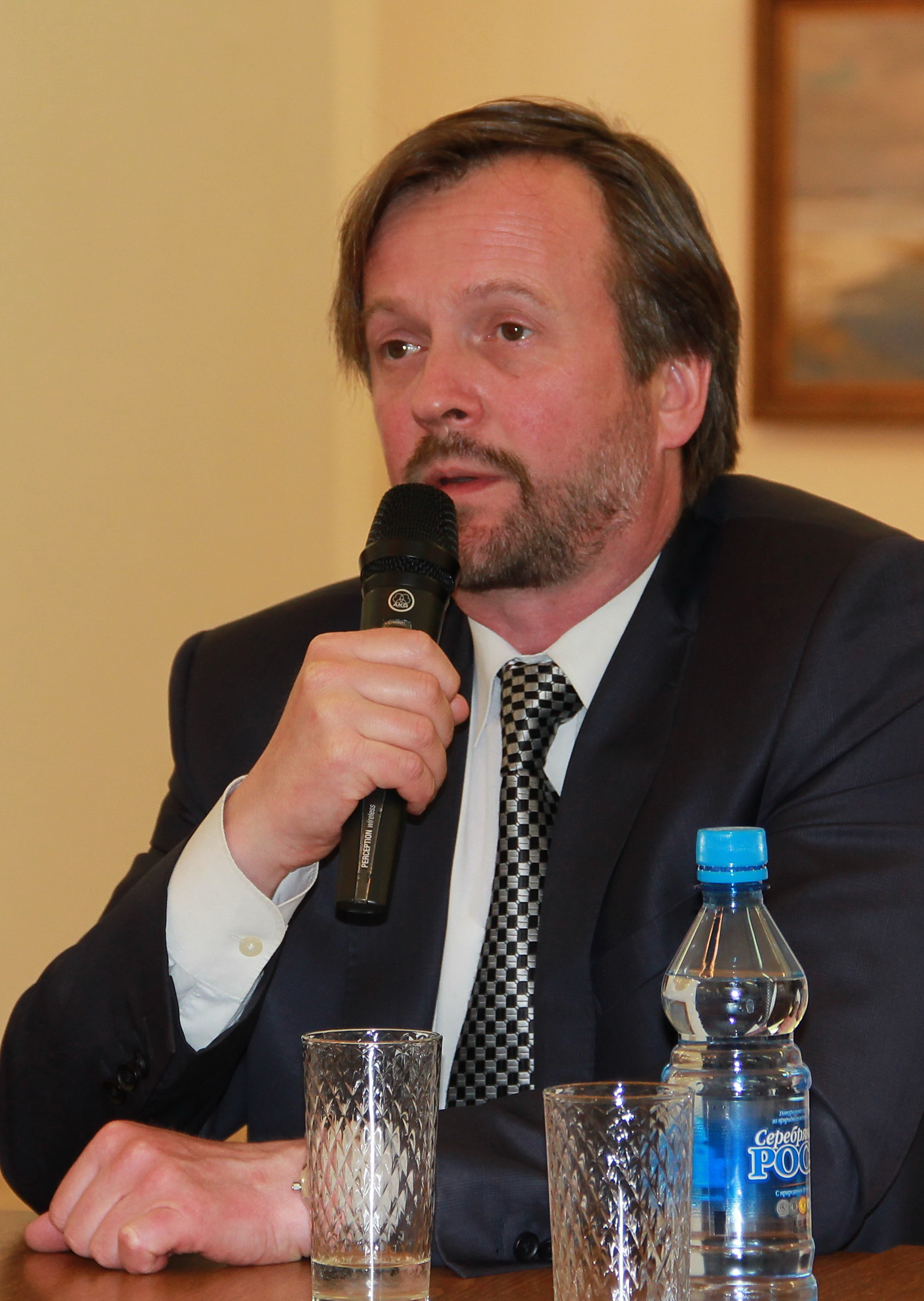
Д. А. Белюкин

1. Белюкин, Дмитрий Анатольевич — за серию картин «Раны Афганистана»
2. Репин, Вадим Викторович, скрипач, — за высокое исполнительское мастерство
3. Туинов, Евгений Вячеславович — за повесть «Фильм»
4. Рихо, Унт; Харди, Вольмер, режиссёры, — за мультипликационные фильмы «Заколдованный остров», «Война», «Весенняя муха»
5. Т. Н. Хохлова, солистка МОФ, — за пропаганду русской песни и активную концертную деятельность среди молодёжи
6. Акишин, Валерий Алексеевич, Акишина, Юлия Владимировна, Яшников, Игорь Владимирович, В. Ю. Берх, Д. А. Артемьев, И. В. Жуков, М. А. Колесников, М. В. Колесникова, В. В. Спирин, А. В. Сенюшкин, участники акробатического ансамбля «Весёлая скакалка», — за номер «Акробаты со скакалками»
7. Бутусов, Вячеслав Геннадьевич, Кормильцев, Илья Валерьевич (отказался от премии), Умецкий, Дмитрий Константинович, авторский коллектив группы «Наутилус помпилиус», — за песни последних лет.
8. Гавриляченко, Сергей Александрович, Каверзнев, Илья Александрович, Сиренко, Сергей Анатольевич — за роспись интерьера Псковской областной детской библиотеки на сюжеты сказок А. С. Пушкина
9. НСА «Ливенские гармошки» Ливенского районного ДК Орловской области — за большой вклад в эстетическое воспитание молодёжи и пропаганду самодеятельного художественного творчества

## 1990
1. Малинин, Александр Николаевич, солист-вокалист
2. Б. Амансахатов, сценограф; К. Аширов, режиссёр; Т. Аннабердыев, Х. Овезов, Г. Ашырова, О. Кулиева, актёры, творческая группа Туркменского ГМТ
3. Б. Афанасьев, Е. Бубнова, Ю. Лобзов, М. Смыслов, ансамбль эквилибристов-жонглёров ТПО «Союзгосцирк»